# SimpleScreenRecorder
SimpleScreenRecorder це програмне забезпечення скринкастингу на основі Qt, розроблене для операційних систем Unix. Було створено як простішу альтернативу таким програмам, як FFmpeg/avconv і VLC.

## Особливості
SimpleScreenRecorder може записувати відео-аудіо всього екрану комп’ютера або його частину або безпосередньо записувати програми OpenGL, наприклад відеоігри. Програма правильно синхронізує захоплене відео та аудіо, зменшує частоту кадрів відео, якщо комп’ютер користувача надто повільний, і є повністю багатопотоковою. Користувачі можуть призупинити та відновити запис, натиснувши кнопку або гарячу клавішу. Програма також може показувати статистику продуктивності комп'ютера під час запису. Програма дозволяє користувачам вибирати такі параметри для захоплення екрана, як «Слідкувати за курсором» і «Записувати курсор». SimpleScreenRecorder може виводити відео та аудіо в багато кінцевих форматів контейнерів файлів. Ці різні кодування відео та аудіо також можна налаштувати. Роздільну здатність і частоту кадрів отриманого відео можна встановити перед записом, як і якість звуку відео.

## Дивитися також
- Список програм для скринкастингу
- Скринкастинг

## Зовнішні посилання
- Recording desktop or gaming audio
- Recording Steam games
- Project website on Github